# Dolmen de Kerscao
Le dolmen de Kerscao est un dolmen situé sur la commune de Riec-sur-Bélon, dans le département français du Finistère.

## Historique
Bien que mentionné dès 1878, le dolmen n'est que très brièvement évoqué par les auteurs de la fin du XIXe siècle et du début XXe siècle. Il est inscrit au titre des monuments historiques par arrêté du 18 juin 1971.

## Description
Le dolmen est constitué trois piliers dont deux supportent une table de couverture en forme de losange d'environ 2 m de diagonale d'une épaisseur maximale de 0,50 m. Les piliers sont en migmatite et gneiss. La chambre mesure 1,60 m de profondeur pour une largeur comprise entre 0,70 m, à l'entrée, et 0,70 m au chevet, sa hauteur sous dalle ne dépassant pas 1,15 m. Un petit bloc parallélépipédique, en gneiss, est visible au sol à l'entrée de la chambre.